# Gerard Schwarz
Gerard Schwarz (19 de agosto de 1947), también conocido como Gerry Schwarz  o Jerry Schwarz,  es un director sinfónico y trompetista estadounidense. Desde 2019, Schwarz se desempeñó como director artístico y musical de la Orquesta Sinfónica de Palm Beach,  director de actividades orquestales y director musical de la Orquesta Sinfónica Frost en la Escuela de Música Frost de la Universidad de Miami.

## Biografía
Schwarz nació en Weehawken (Nueva Jersey), de padres judíos. Sus padres eran médicos y lo llevaban a conciertos y representaciones de ópera. Comenzó sus estudios musicales a los 8 años tomando clases de trompeta. Se graduó en la High School of Performing Arts de la ciudad de Nueva York  y en la Escuela Juilliard y comenzó su carrera musical como trompetista, actuando hasta 1977 como codirector de la Orquesta Filarmónica de Nueva York bajo la dirección de Pierre Boulez. Comenzó a dirigir en 1966.
En 1971 ganó las Audiciones Internacionales de Jóvenes Artistas de Concierto. Fue director musical de la Orquesta de Cámara de Los Ángeles de 1978 a 1986.  Se desempeñó como director musical del Festival Mostly Mozart de Nueva York entre 1982 y 2001. 
En 1985 fue designado director musical de la Orquesta Sinfónica de Seattle, cargo que ocupó hasta 2011.  Schwarz es un firme defensor de la obra de los compositores estadounidenses. Ha realizado más de un centenar de grabaciones con la Orquesta Sinfónica de Seattle, incluyendo numerosas obras estadounidenses. En particular, obtuvo elogios por sus grabaciones de sinfonías y obras orquestales de Walter Piston, Howard Hanson, William Schuman, Alan Hovhaness y David Diamond.
Schwarz contribuyó enormemente al desarrollo y consolidación de la Orquesta Sinfónica de Seattle, en 1983 contaba con 5.000 suscriptores y en 2008 tenía 35.000.  Encabezó el esfuerzo de construir en 1998 el auditorio Benaroya Hall para la sinfónica. Sin embargo, su estilo de liderazgo fue controvertido entre algunos músicos.  En 2011 se inauguró e instaló un retrato de Schwarz realizado por la artista Michele Rushworth en el Benaroya Hall.
De 2001 a 2006, Schwarz fue director musical de la Real Orquesta Filarmónica de Liverpool. Se desempeñó como director musical de la Sinfónica de Cámara de Nueva York y asesor musical del Orchard Hall de Tokio junto con la Filarmónica de Tokio. En 2007, fue nombrado director musical del Eastern Music Festival en Carolina del Norte, habiendo sido su director principal desde 2005. Amplió la audiencia del festival al mayor de su historia, mejoró la educación y la programación para incluir un compositor residente y tres nuevas series de conciertos y aumentó la colaboración con An Appalachian Summer Festival, donde es socio artístico para la programación de música sinfónica.

### Grabaciones
Entre las orquestas que Schwarz ha dirigido en sus otras grabaciones se encuentran la Filarmónica Checa, la Orquesta de Filadelfia, la Orquesta Filarmónica de Tokio, la Orquesta Sinfónica de la Radio de Berlín y la Orquesta Nacional de Francia . En 2003 grabó dos conciertos de Philip Glass: el Concierto para violonchelo (con Julian Lloyd Webber ) y el Concierto para dos timbalistas (con Evelyn Glennie y Jonathan Haas con la Real Orquesta Filarmónica de Liverpool).
Con la Filarmónica de Liverpool grabó también todas las sinfonías de Gustav Mahler y los poemas sinfónicos de Richard Strauss.
Como trompeta solista, Schwarz ha grabado los conciertos de Franz Joseph Haydn y Johann Nepomuk Hummel para la compañía discográfica especializada en música clásica Delos Productions.
En 2011, la calle alrededor de Benaroya Hall recibió el nombre de "Gerard Schwarz Place".

## Premios
- Premio Ditson Director's Award por su compromiso con la interpretación de la música estadounidense. (1989)
- Director del año de Musical America (1994) Fue el primer estadounidense en ganar ese premio.
- 14 nominaciones a los Premios Grammy
- 4 premios Emmy (de 5 nominaciones) por su interpretación del Réquiem de Mozart en Live from Lincoln Center y actuaciones con la Sinfónica de Seattle en PBS. [9]
- Premio al Logro Sobresaliente de la Ciudad de la Música de Seattle (2010).